# Schifffahrts- und Schiffbaumuseum Wörth am Main

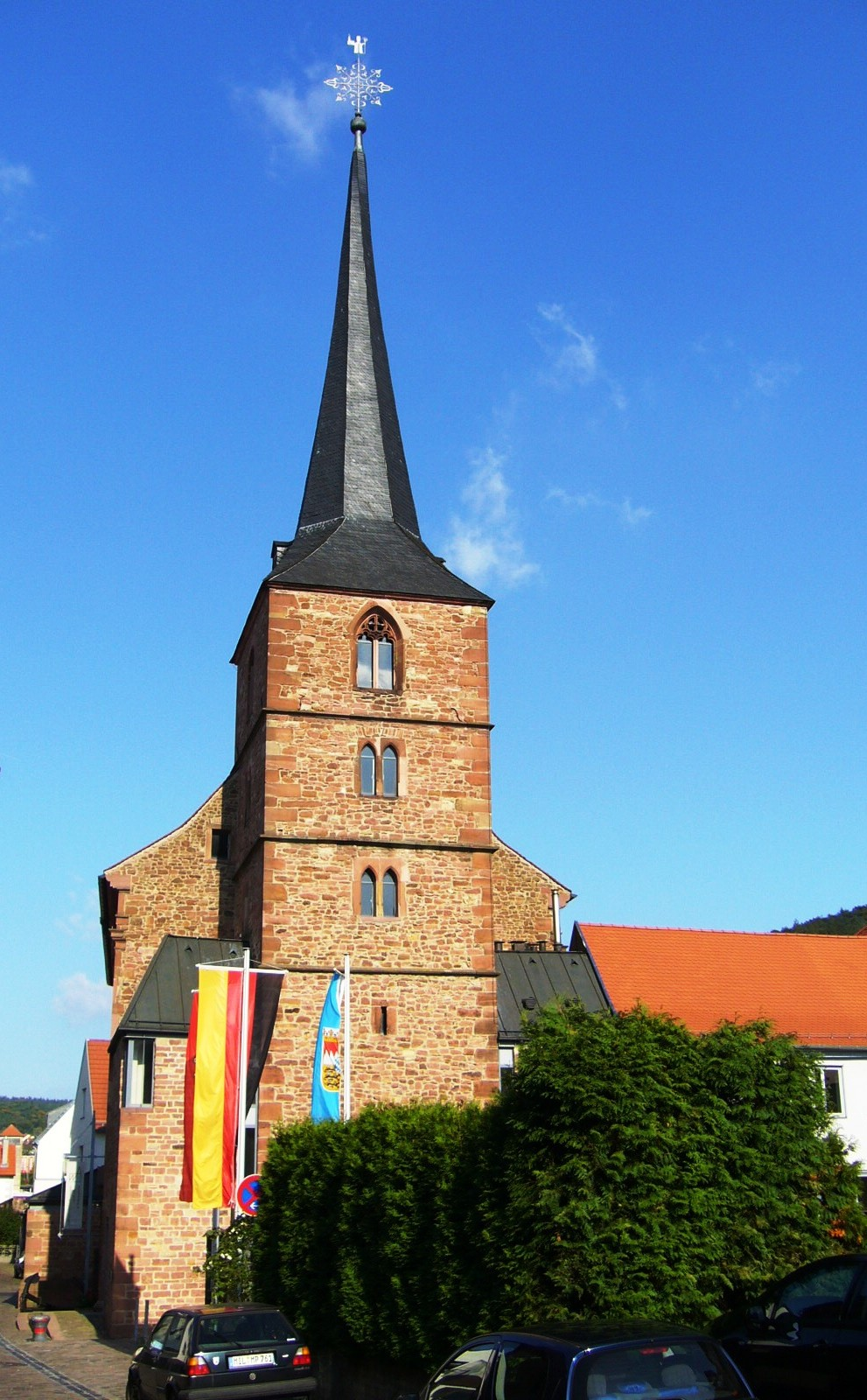
St.-Wolfgangs-Kirche (Museumsgebäude)

Das Schifffahrts- und Schiffbaumuseum Wörth am Main dokumentiert die historische Entwicklung der Binnenschifffahrt und des Schiffbaus am Main. Zahlreiche Exponate sind eng verknüpft mit der Schifferstadt Wörth am Main.
Auf drei Ebenen werden anhand von Modellen und Geräten, Dokumenten und Bildern die relevanten Entwicklungen erklärt – ausgehend vom Holzschiffbau und den ersten Holzbooten über die Zeit der Industrialisierung und der Dampfschiffe bis hin zur modernen Binnenschifffahrt. Diese Entwicklung steht in einem engen Zusammenhang mit dem Ausbau des Mains als Verkehrsweg. Schautafeln zeigen die technische Seite dieser Veränderungen, behandeln aber auch die politischen und wirtschaftlichen Rahmenbedingungen im 19. Jahrhundert. Auf der obersten Ebene geht das Museum auf das Schifferleben ein: den Alltag und das Leben auf dem Schiff sowie die Veränderung des Arbeitsplatzes durch Technik und wirtschaftlichen Strukturwandel.
Das Museum ist im Kirchenschiff der ehemaligen St.-Wolfgangs-Kirche untergebracht, die zu diesem Zweck denkmalgerecht umgestaltet wurde. Zusätzlich zur Hauptausstellung mit Thema Schifffahrt und Schiffbau gibt es weitere Nebenausstellungen zu den Themen Mainfischerei, Nagelschmiede und „Die Römer in Wörth“.

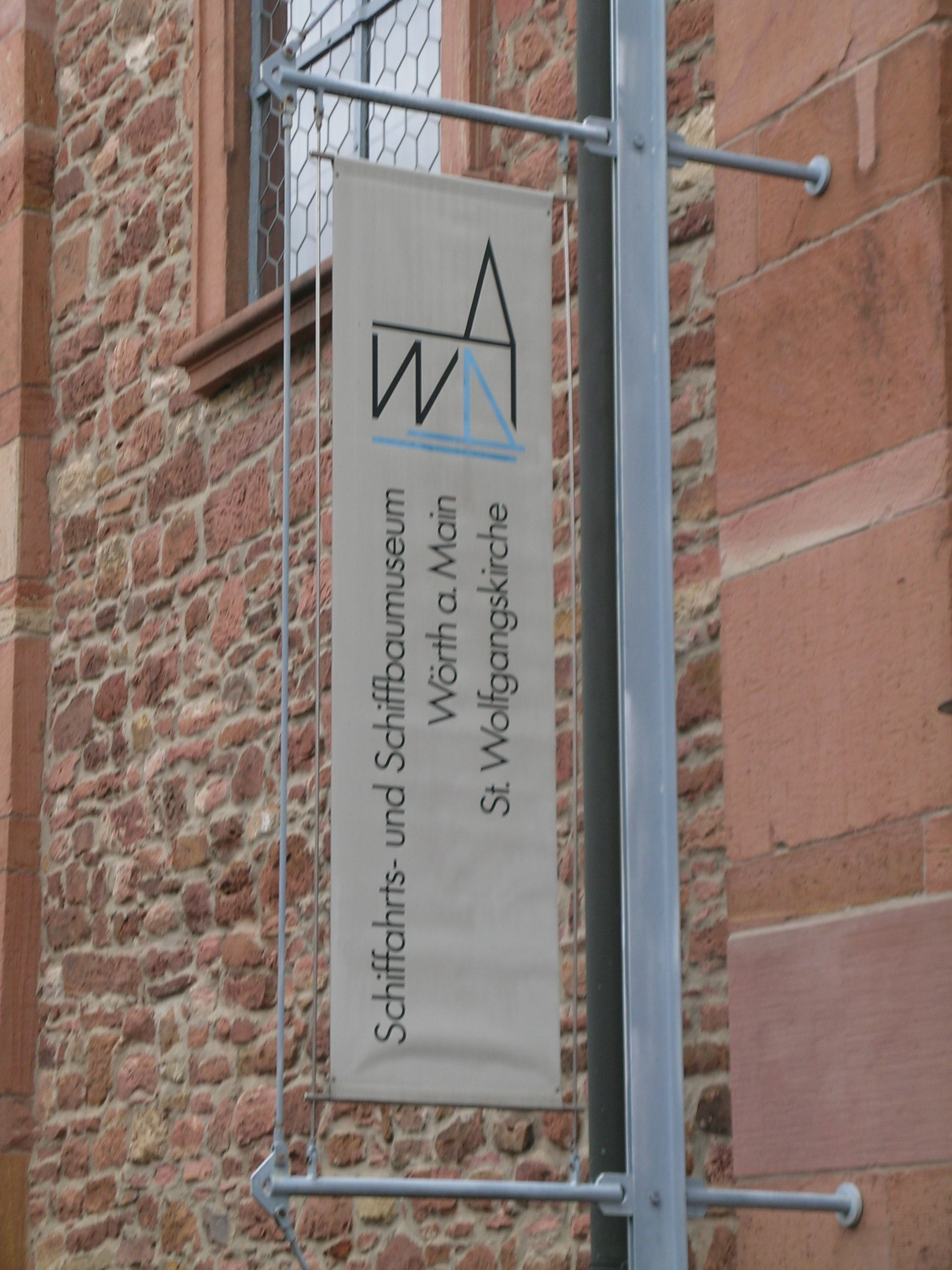
Museumseingang

## Schifffahrt und Schiffbau in Wörth

Schiffbauplatz Schellenberger in Wörth am Main kurz vor 1900

Holzumschlag am Wörther Mainufer (um 1900)

Die ältesten Aufzeichnungen im Stadtarchiv, welche die Ausübung des Schifferberufes in Wörth nachweisen, reichen auf das Jahr 1513 zurück. Wörth entwickelte sich immer mehr zu einem regional bedeutenden Zwischenhandelsplatz speziell für den Holzumschlag. Dieses ist sicherlich mit eine Konsequenz der strategischen Lage der Stadt zwischen den waldreichen Regionen von Spessart und Odenwald. Viele Schiffer waren zu dieser Zeit zugleich auch Holzhändler.
Auch für den Holzschiffbau war eine günstige Ausgangssituation geschaffen, denn Baumaterial und Handel lagen vor Ort. Der Schiffbau ist seit 1652 auf verschiedenen Plätzen urkundlich nachgewiesen, teilweise wird von drei Werften berichtet. Gebaut wurden hölzerne Mainschiffe, Schelchen und kleinere Nachen. Diese Tradition fand erst im Jahr 1918 ein Ende, nachdem die letzte verbliebene Schiffswerft aus Platzgründen auf die gegenüberliegende Mainseite nach Erlenbach am Main wechselte. Hier werden noch heute große Transportschiffe für die europäischen Wasserstraßen gebaut.
Vom Mittelalter bis zum Jahr 1963 gab es verschiedene Mainfähren in Wörth. Der Ort blieb bis heute die Heimat von 16 Binnenschiffern.

## Geschichte des Museums

### Architektur des Museumsgebäudes

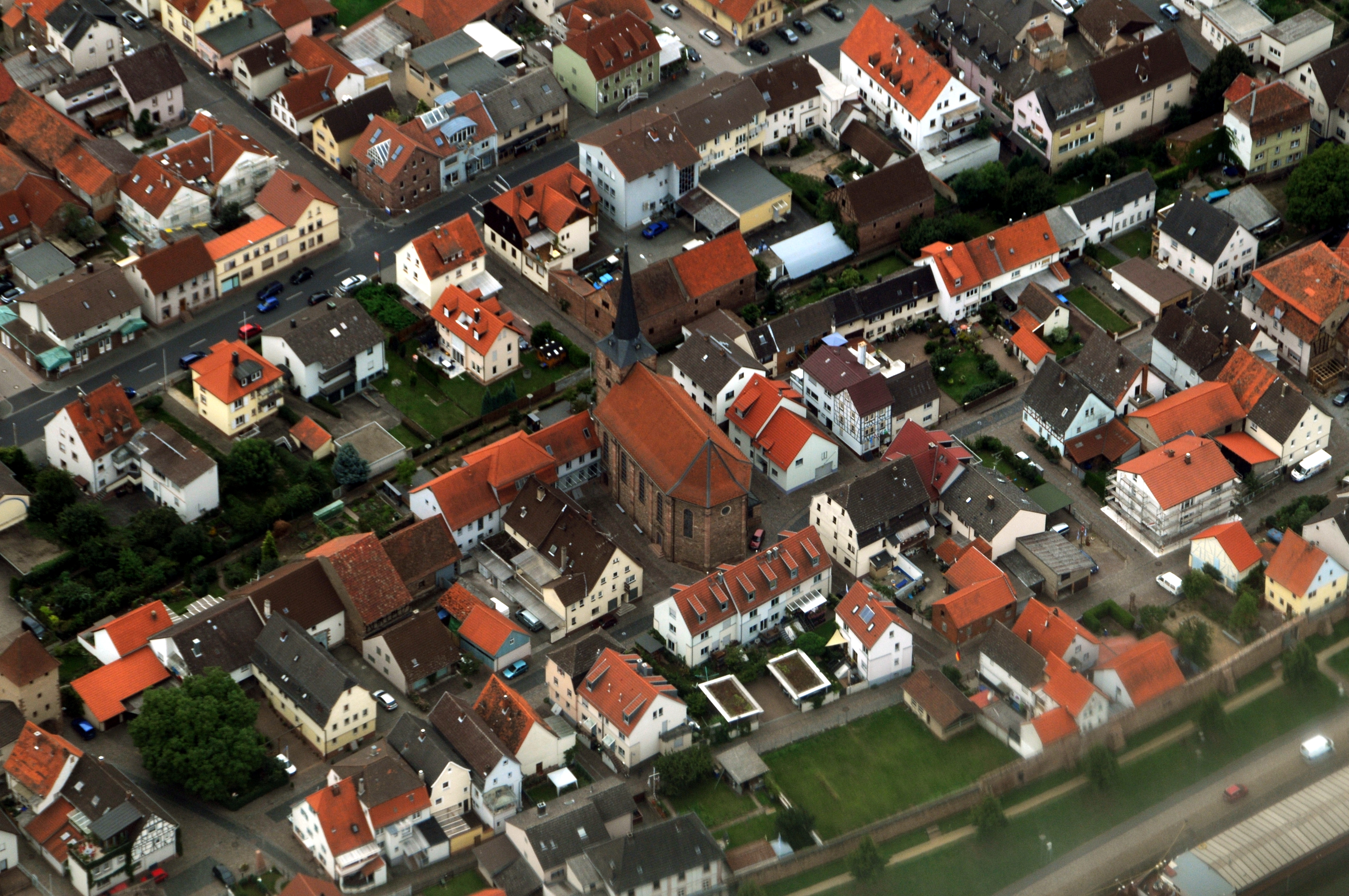
Luftbild 2008

Innenansicht der ehemaligen Kirche St. Wolfgang in Wörth am Main (um 1880). Der Hochaltar und die Kanzel befinden sich heute in der Kirche St. Michael in Kützberg.

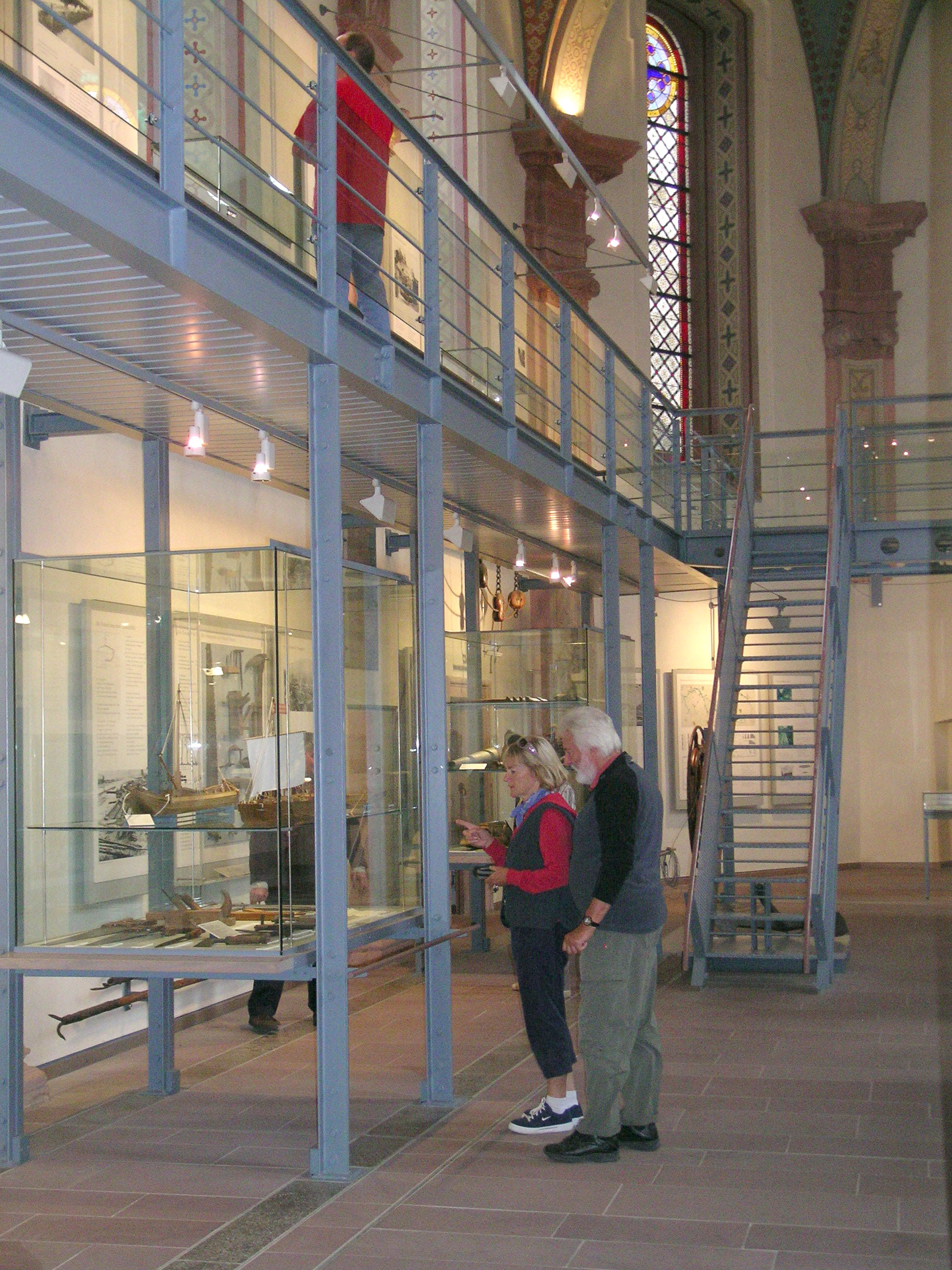
Innenansicht nach dem Umbau zum Museum

Zur ältesten Bausubstanz der heutigen St.-Wolfgangs-Kirche gehören die drei unteren Turmgeschosse. Das unterste Geschoss stammt aus dem späten Mittelalter und war ursprünglich Teil der städtischen Befestigung. Der Turm wurde 1631 durch Aufsetzen des heutigen spitzen Helms erhöht. Diese Jahreszahl ist im Spitzbogen des obersten Turmfensters zu finden. Zu dieser Zeit waren der Glockenturm und das Kirchenschiff noch voneinander getrennt.
Nach dem Dreißigjährigen Krieg erfolgte die notdürftige Renovierung des Innenbereichs und  1685 die Erhöhung des Langhauses. Das Kirchenschiff wurde jedoch schon 1729 wieder abgerissen, so dass von der ursprünglichen St.-Wolfgangs-Kirche nur noch der Turm übrig blieb. Zwischen 1729 und 1748 wurde das Langhaus im barocken Stil neu aufgebaut. Das Langhaus bestand nach diesem Aufbau aus vier Fensterachsen ohne Chorausscheidung. Die Bauausführung erfolgte durch den Maurer- und Steinhauermeister Nikolaus Mangein aus Wörth (Grundsteinlegung am 17. Juli 1729). Nach dem Umbau gab es einen Streit zwischen dem Aschaffenburger Stift und der Stadt Wörth bzgl. der Übernahme der Kosten für den Chorausbau. Dieser ging über mehrere Instanzen, bis im Oktober 1748 die oberste kirchliche Instanz, das Gericht beim Päpstlichen Stuhl in Rom (Rota) zugunsten von Wörth entschied.
Die katastrophalen Hochwasser zu Ende des 19. Jahrhunderts und die zunehmende Bevölkerungszahl führten zur Gründung eines neuen Stadtteils auf hochwasserfreiem Gebiet. Damit einhergehend entstand eine neue Kirche, die St.-Nikolaus-Kirche, was dazu führte, dass die alte St.-Wolfgangs-Kirche ihre Funktion als Stadtkirche verlor. Am 28. September 1903 kam es zur Profanierung der St.-Wolfgangs-Kirche von der Diözese Würzburg. Die Innenausstattung wurde größtenteils verkauft; der Hochaltar und die Kanzel gelangten nach Kützberg in die Kirche St. Michael, einer der beiden Seitenaltäre befindet sich heute in Sailauf. Die Stadt benutzte das ehemalige Gotteshaus daraufhin zunächst als Lagerraum für Armenholz, danach als Ersatzturnhalle und schließlich als Abstellplatz.
Der Rat der Stadt Wörth beschloss 1985 die Sanierung und den Umbau der ehemaligen St.-Wolfgangs-Kirche zu einem Museum und kaufte diese mit Vertrag vom 19. Dezember 1985 der katholischen Kirchenstiftung St. Nikolaus ab. Nach den Plänen des Architekturbüros Klaus und Verena Trojan (Darmstadt) erfolgten 1986–1991 die Sanierung und der Umbau der Hallenkirche zu einem Museum der Mainschifffahrt. Auf der Internetseite des Bundes Deutscher Architekten heißt es dazu: Die eingestellte Stahlkonstruktion ist sensibel gestaltet und hält respektvollen Abstand zur historischen Substanz. Durch die Konzentration der Ausstellung auf der umlaufenden Galerie kann der in seinem ursprünglichen Charakter erhaltene Raum auch für andere kulturelle Aktivitäten genutzt werden. Kleine Eingriffe in der Fassade weisen von außen auf die neue Nutzung hin.
Für die denkmalgerechte Umgestaltung wurde der Stadt Wörth 1991 der Landespreis des Bundes Deutscher Architekten verliehen.

### Entwicklung des Museums
Nach der Gründung des Vereins zur Förderung des Schifffahrts- und Schiffbaumuseums e. V. im Jahr 1980 entstand die erste Konzepterstellung für ein Museum und der Verein trug anschließend eine umfangreiche Sammlung von Zeitdokumenten und Quellen zusammen. Parallel zu den Bauarbeiten an der ehemaligen Kirche fand 1989 die wissenschaftliche Inventarisierung der Sammlung statt. Gleich danach erfolgte die Einrichtung des Museums, bestehend aus Zeitdokumenten und aus in Handarbeit erstellten detailgetreuen Schiffsmodellen. Am 27. Juli 1991 wurde das Museum unter der Trägerschaft der Stadt Wörth im Rahmen der 700-Jahr-Feier der Stadt eröffnet.

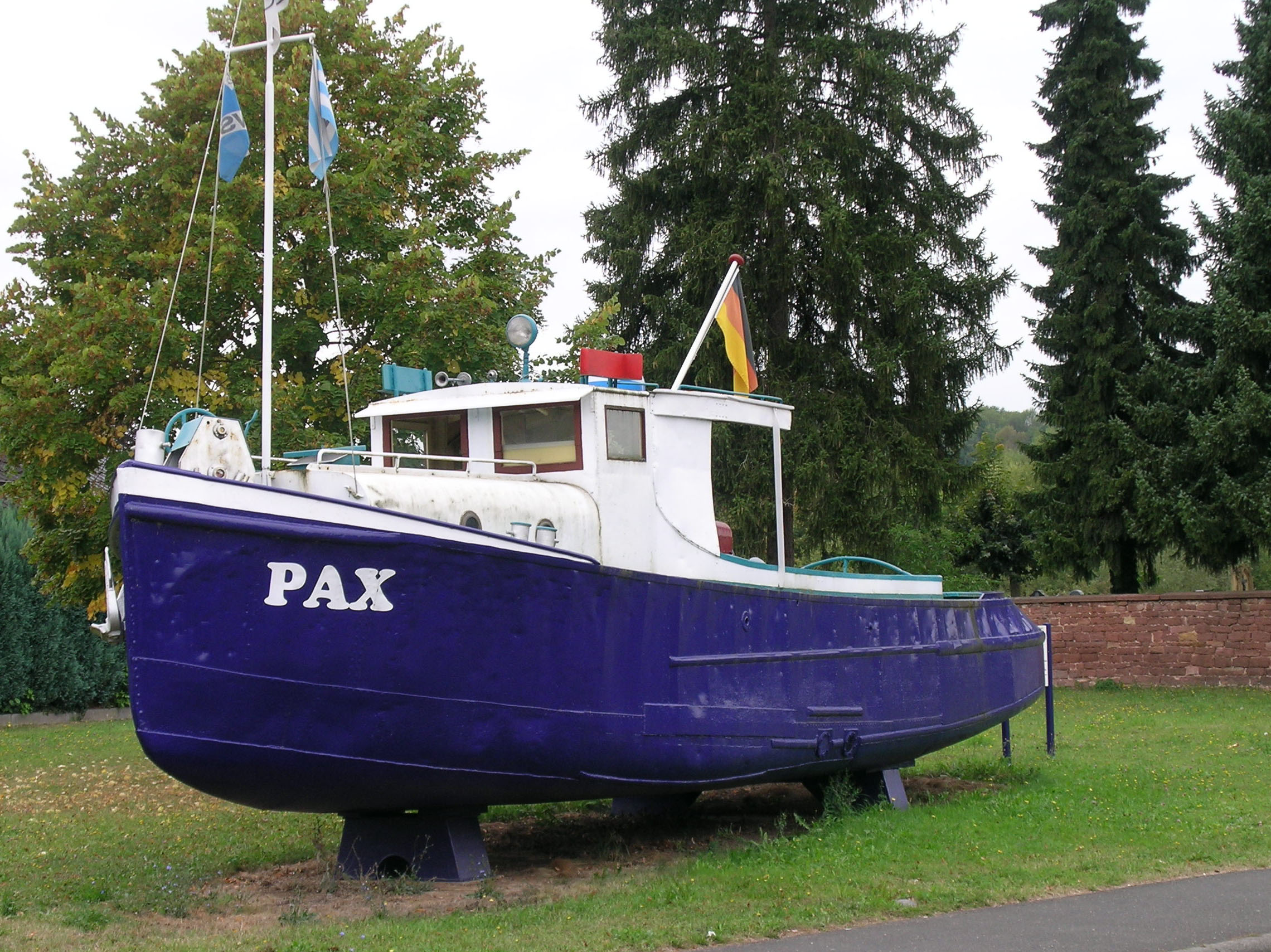
Dieselmotorschlepper PAX

Die Sammlung ist seitdem ständig gewachsen. Auch heute noch kommt jedes Jahr mindestens ein weiteres Modell zur Sammlung hinzu. Das Museum hat die Schiffsmodelle zum Teil auch für Sonderausstellungen an andere Museen oder Städte ausgeliehen. Im Jahr 2004 wurde im Bürgerhaus, einem nahe gelegenen um 1600 erbauten Fachwerkhaus, eine Dauerausstellung über die Römerzeit in Wörth eingerichtet. Im Jahr 2005 restaurierten Mitglieder des Vereins den ausgedienten und lange Zeit auf dem Main eingesetzten Dieselmotorschlepper PAX und stellten diesen am nördlichen Ortseingang zur Besichtigung auf. Im Jahr 2009 wurde der Medienraum (ehemalige Sakristei der Kirche) neu eingerichtet und ein originalgetreuer Fahrstand eines Binnenschiffes auf der zweiten Empore aufgebaut.
Das Schifffahrts- und Schiffbaumuseum Wörth ist aufgrund seiner Bedeutung Teil der Route der Industriekultur Rhein-Main Bayerischer Untermain. Die Internetseite Maritime-Museum zeichnete es in der Kategorie Binnenschifffahrt mit zwei von vier Sternen aus, was einer Sammlung mittleren Umfangs entspricht.

## Ausstellungen

### Hauptausstellung Mainschifffahrt und Schiffbau
Die Hauptausstellung ist immer samstags und sonntags von 14 bis 17 Uhr geöffnet und zeigt die wesentliche Entwicklungsgeschichte zum Thema Schifffahrt und Schiffbautechnologie am Main. Der Exponatbestand umfasst diverse Schiffsmodelle, Schiffsteile und Zubehör, Werkzeuge, Geräte, Bildzeugnisse und schriftliche Quellen wie Patente, Dienstbücher, Atteste, Schiffbaupläne usw. Die Ausstellung erstreckt sich über drei Ebenen.
Im Erdgeschoss sind die Themenbereiche Schiffbau, der Main als Schifffahrtsstraße, politische und wirtschaftliche Rahmenbedingungen zu finden. Die Ausstellung auf der ersten Empore befasst sich mit den verschiedenen Arten von Schiffen und deren Entwicklung, wie der Dampfschifffahrt, der Schleppschifffahrt, der Motorschifffahrt und der Wörther Fähre. Die Ausstellung auf der zweiten Empore widmet sich dem Schifferleben.

#### Holzschiffbau und Holzschifffahrt

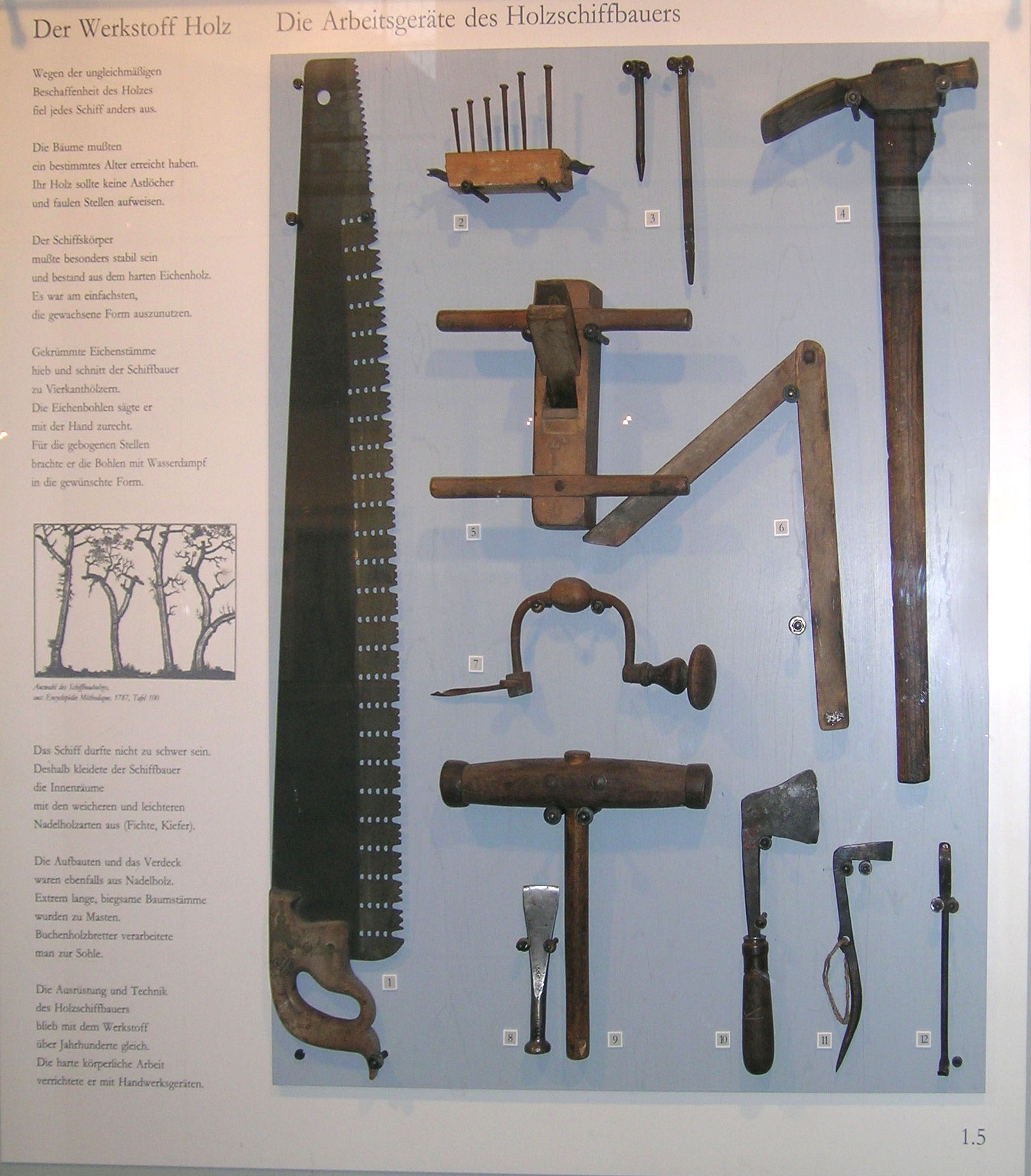
Die Arbeitsgeräte des Holzschiffbauers

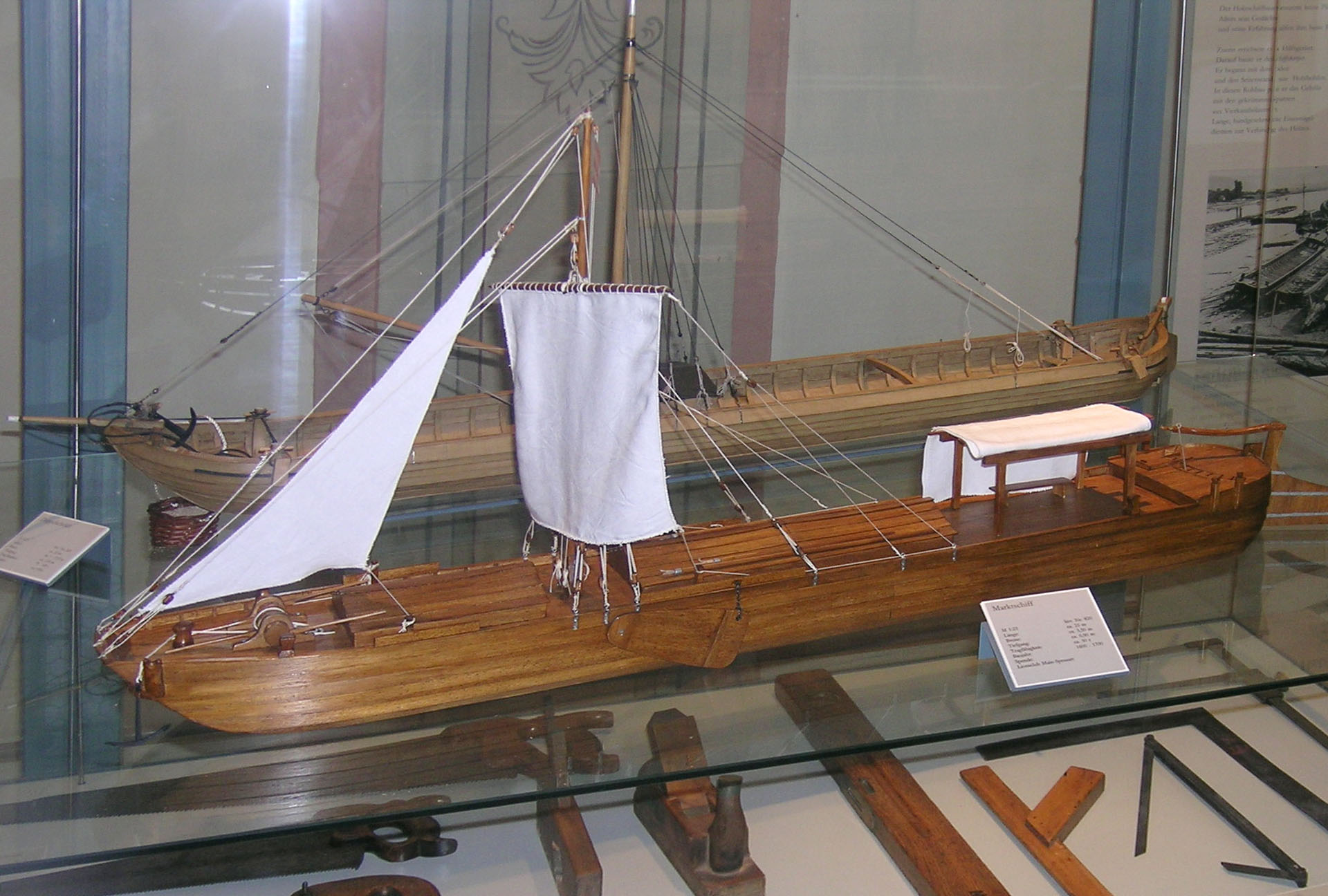
Marktschiff

Die Tafeln auf der einen Seite des Erdgeschosses des Museums zeigen und beschreiben den Holzschiffbaueralltag um 1900, die Entstehung eines Holzschiffes, den Werkstoff Holz, die Arbeitsgeräte eines Schiffbauers und die Schiffsformen im Maingebiet.
So wird berichtet, dass der Holzschiffbau früher auf die Zeit vom Frühjahr (nach dem letzten Hochwasser) bis zum späten Herbst beschränkt war. Normalerweise wurde immer ein Schiff pro Saison gebaut. Im Winter nutzten viele Schiffbauer die Wachstumspause der Bäume um als Holzfäller Bretter und Balken für die nächste Saison zu gewinnen, andere brachen für die Brauereien Eis. Die Schiffe wurden ohne Plan- oder Zeichnungsvorlagen gebaut. Allein das Gedächtnis und die Erfahrung halfen dem Schiffbauer beim Bau.
Der Schiffbau um 1900 erforderte harte körperliche Handarbeit, die ohne Maschinen erledigt wurde. Verschiedene Arbeitsgeräte zur Herstellung der Schiffe sind als Nachbauten im Museum ausgestellt. Daneben wird aber auch die Bedeutung des Holzes erklärt. Die gewachsene Form der Bäume wurde möglichst optimal ausgenutzt. Lange gerade Bäume ergaben Masten, während krumme Hölzer die Grundlage für gebogene Schiffsteile wie Spanten darstellten. Für den Innenausbau wurden, um Gewicht zu sparen, leichte Hölzer bevorzugt.
Die Schiffe auf dem Main hatten aufgrund der vielen Untiefen des Flusses nur einen geringen Tiefgang von weniger als 1,20 Meter. Je nach Größe wurden verschiedene Arten von Schiffen unterschieden. Sie sind als Modelle im Museum ausgestellt sind. Das Mainschiff wurde als Segelboot gebaut und konnte bis zu 200 Tonnen Nutzlast befördern. Die Schelchen waren kleiner und hatten einen offenen Laderaum. Noch kleinere Holzbote wurden Nachen genannt und dienten hauptsächlich dem Personentransport oder als Fischerboot. Als Ankernachen begleiteten sie große Mainschiffe.

#### Der Main als Schifffahrtsstraße und politische Grenze
Der Main als Fluss hat über die Jahrhunderte zahlreiche Veränderungen erfahren. Vor 1800 war der Main ein seicht dahinfließendes Gewässer mit vielen Schleifen, Biegungen und Seitenarmen. Dieser Zustand wird auf der ersten Tafel links neben dem Altar mit Bildern und Texten erklärt. Starke Hochwasser führten im Herbst und Frühjahr zu Überschwemmungen, Uferabbrüchen und Verlandungen. Im Sommer hingegen trocknete das ohnehin oft nur 1 Meter tiefe Flussbett teilweise aus und es entstanden Untiefen und Sandbänke. Der Flusslauf änderte sich häufig und war schwer berechenbar. Die Flussränder waren häufig unbefestigt und teilweise versumpft.
Flussabwärts ließen die Schiffer ihre Schiffe treiben oder als Segelboote von der Windkraft vorwärts bewegen. Flussaufwärts wurden die Schiffe meist als Verbund aus mehreren Schiffen von Pferden gezogen. Diese als treideln bezeichnete Fortbewegung wird anschaulich am großen Altstadtmodell in der Mitte des Raumes visualisiert. Gleichzeitig bekommt der Besucher hier einen Eindruck, wie die Stadt Wörth früher ausgesehen hat.

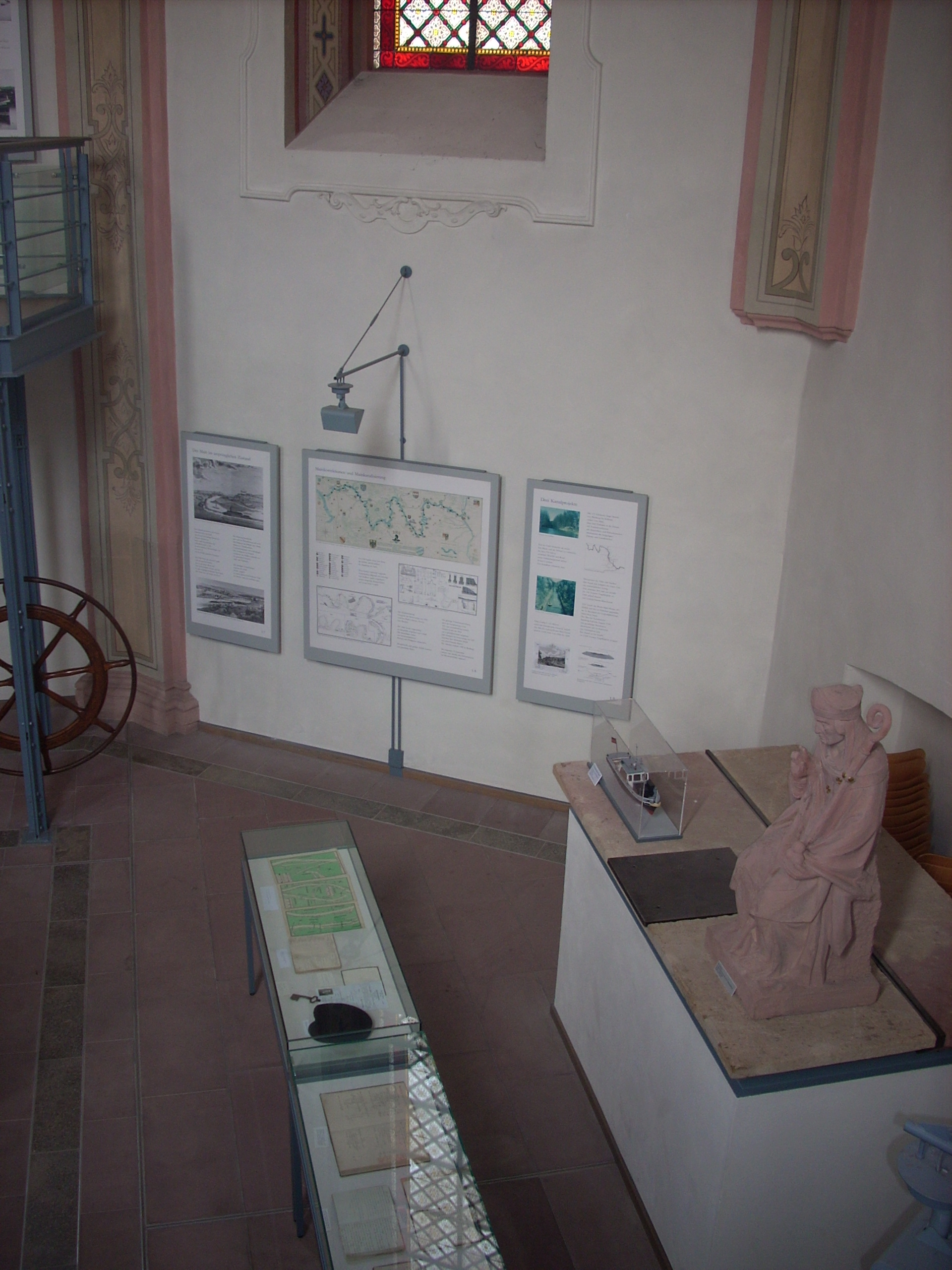
Linker Chorbereich

Die Mainkorrekturen, die Kanalisierung und die drei Kanalprojekte Karlsgraben, Ludwig-Donau-Main-Kanal und Main-Donau-Kanal sind die weiteren Themen der Schautafeln des linken Chorbereiches der Museumskirche. Unter dem Druck der Schiffer begann 1820 die Regulierung des Maines. Flussschleifen wurden mit Hilfe von Durchstichen, die als Abkürzungen dienten, beseitigt. Das Ufer des begradigten Mains wurde durch Steinmauern befestigt, Inseln abgetragen und die Fahrrinne vertieft. Dieses war die Voraussetzung für größere Schiffe und die beginnende Dampfschifffahrt. Ab 1866 wurde die Mainkanalisierung weiter vorangetrieben. Staustufen regulierten den Wasserstand und erlaubten die ganzjährige Schiffbarkeit des Mains, bis 1962 die gesamte Länge des Mains bis Bamberg durch insgesamt 34 Staustufen geregelt wurde und einen Art „Seentreppe“ entstand. Der Main wurde zur Großschifffahrtsstraße. Mit der Fertigstellung des Rhein-Main-Donau-Kanals im Jahre 1992 wurde dabei ein lange verfolgtes Projekt verwirklicht: Eine 3500 Kilometer lange Wasserstraße von der Nordsee bis zum Schwarzen Meer.
Neben der technischen Entwicklung der Schifffahrtsstraße Main wird auf den Schautafeln des rechten Chorbereiches auf die politische Bedeutung des Flusses und die wirtschaftlichen Rahmenbedingungen der verschiedenen Zeitabschnitte eingegangen. Politische Bedeutung erlangte der Main erstmals durch die Römer als Grenzlinie („nasser Limes“). Nach den Römern besaßen die deutschen Könige die Hoheitsbefugnis über die schiffbaren Gewässer. Sie boten den Schiffern Schutz, kassierten dafür aber auch Abgaben und Zölle. Eine Karte zeigt die vielen Kleinstaaten, die sich durch die Zersplitterung der deutschen Reichseinheit bildeten. Der Main durchfloss früher zwölf Herrschaftsbereiche, an deren Grenzen bis 1803 am Main 32 Zollstellen entstanden. Der Text an einer der Wandtafeln berichtet, dass das von vielen Städten geforderte Stapel- und Umschlagsrecht die Schifffahrt zusätzlich nachhaltig erschwerte. Schiffer wurden durch das Stapelrecht gezwungen ihre Waren abzuladen und einige Tage zum Verkauf anzubieten. Das Umschlagsrecht verbot ihnen sogar die Weiterfahrt. Die Waren mussten auf ein anderes Transportmittel umgeladen werden. Dieses änderte sich erst als der Main im 19. Jahrhundert bayrisch wurde und die Mainzölle bis 1867 aufgehoben wurden.

#### Von der Dampfschifffahrt zur Motorschifffahrt

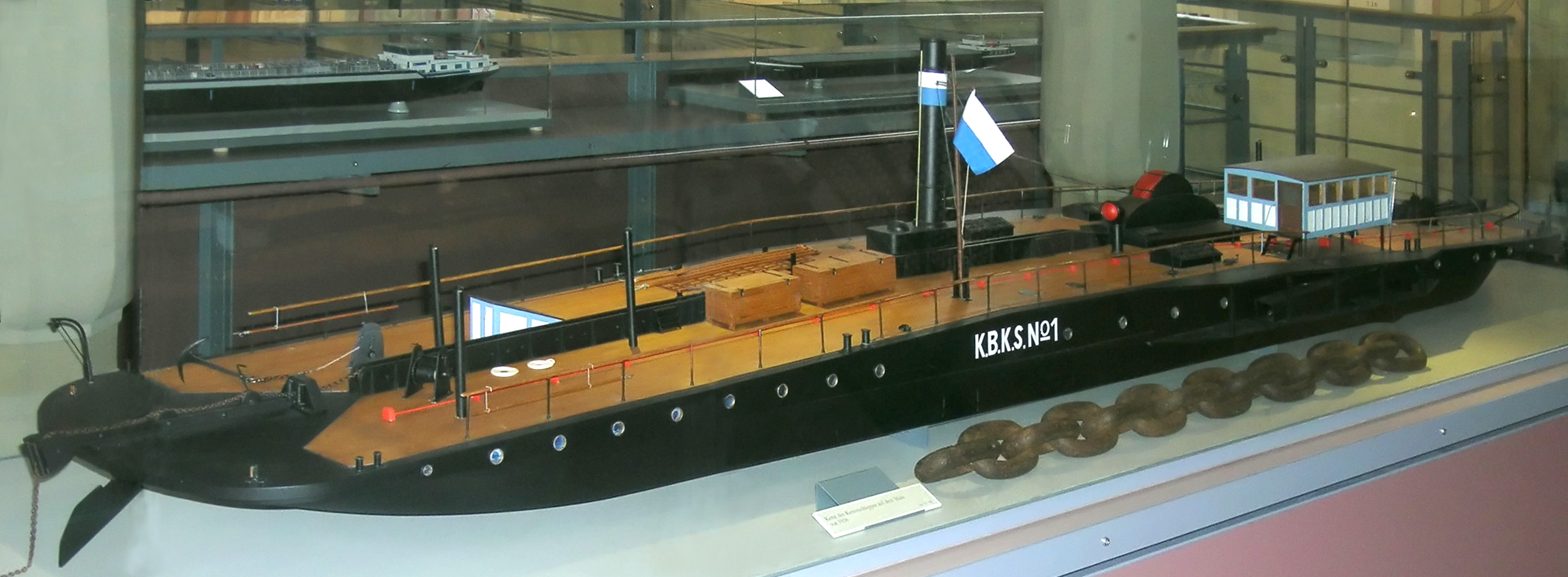
Kettenschleppschiff mit Teil der Originalkette

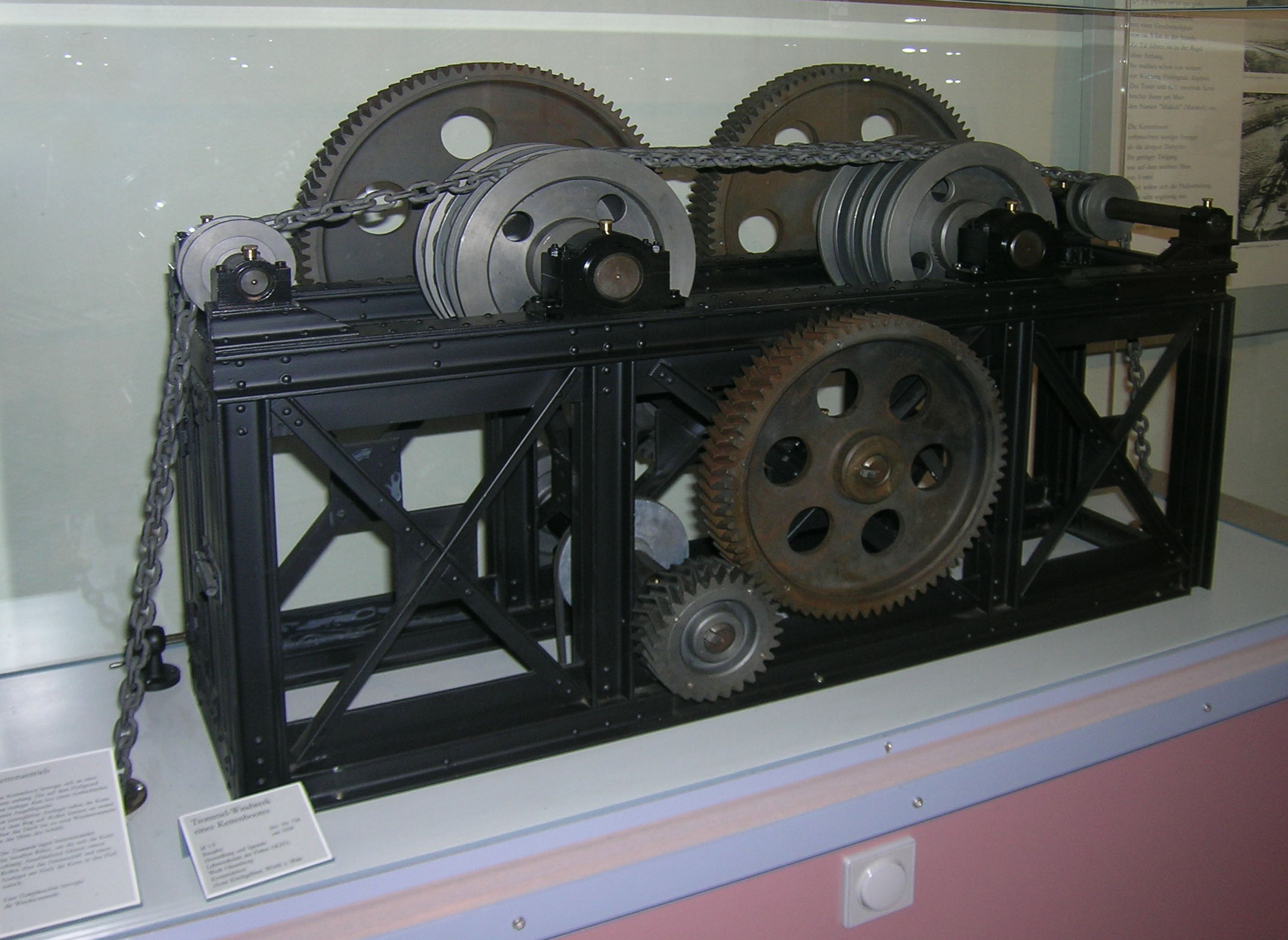
Modell einer Doppelwinde eines Kettenschleppschiffes

Mit der Industrialisierung verdrängten langlebige Eisenschiffe die weniger haltbaren Holzschiffe. Nicht mehr das Pferd, sondern die Dampfmaschine war damit die Antriebskraft der Schiffe. Im Schiffbau wurden kapitalkräftige Gesellschaften gegründet. Planung, Arbeitsteilung und Industrialisierung zogen in die Werft ein. Die Fertigungstechniken wurden an den Werkstoff angepasst und stetig verbessert.
Der Ausbau des Mains ermöglichte neue und größere Schiffe. Auf dem Main fuhren zunächst anhanglose Schaufelraddampfer mit Heck- oder Seitenradantrieb. Später wurden diese durch Schraubenantriebe ersetzt. Fast alle Dampfschiffe lagen in der Hand von Dampfschifffahrtsgesellschaften. Mehrere Schiffsmodelle im Museum zeigen die verschiedenen auf dem Main verkehrenden Schiffstypen und erklären die Funktionsweise der Dampfmaschine.
Mit den Dampfschiffen begann 1886 die Ära der Schleppschifffahrt. Ihren Höhepunkt erreichte die Schleppschifffahrt auf dem Main mit den Kettenschleppschiffen, die 5–7 Frachtkähne zogen. Auf einer Länge von etwa 390 km von Mainz bis Bamberg war im Main eine Kette verlegt. Im Schiffbau- und Schifffahrtsmuseum in Wörth am Main ist außer dem maßstabsgerechten Modell eines Königlich Bayerischen Kettenschiffes eine im Maßstab 1:5 nachgebaute Doppelwinde zu besichtigen, die auf Knopfdruck die Kette aufwickelt und abspult. Zusätzlich findet der Besucher hier ein Stück der Originalkette.
Mit dem Ausbau des Mains zur Großschifffahrtsstraße wurden Schleusen gebaut, die Anfang der 1930er Jahre das Ende der Kettenschifffahrt bedeuteten. Das Zeitalter der Motorschifffahrt hatte begonnen. Verschiedene Modelle von Schleppern, Tankmotorschiffen und Gütermotorschiffen sind im Museum zu sehen. Daneben wird der Aufbau eines Koppelverbands aus Schubboot und Schubleichter dargestellt. Aber auch auf verschiedene Arten von Arbeitsschiffen wird im Museum eingegangen.

#### Das Schifferleben

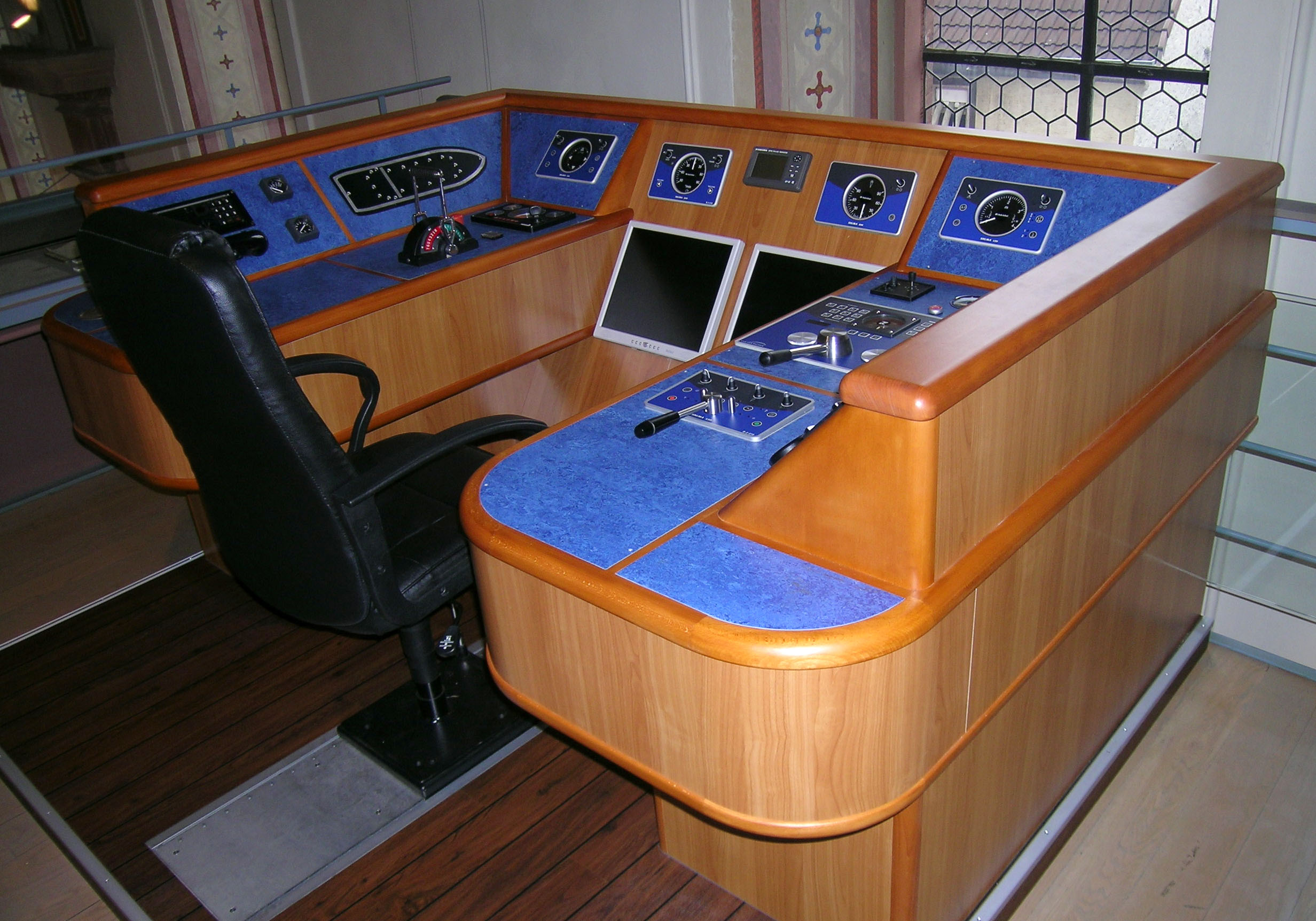
Nachbau eines Fahrstands

Die dritte Ebene des Museums widmet sich dem Schifferleben, dem Alltag und dem Leben auf dem Schiff, sowie den Veränderungen des Arbeitsplatzes durch Technik und wirtschaftlichen Strukturwandel. Für viele Familien war das eigene Schiff Arbeitsplatz und gleichzeitig ihre Heimat. Ein aufgeschnittenes Modell eines Binnenschiffs zeigt die verschiedenen Kabinen und Wohnräume. Schulpflichtige Kinder mussten sich von der Familie trennen und lebten in Schifferkinderheimen oder bei Verwandten an Land.
Nach und nach haben größere Reedereien die Schiffe übernommen. Für den Angestellten einer Reederei, der im Schicht- und Wechseldienst steht, ist das Schiff nur Arbeits- und Wohnplatz auf Zeit. Ein naturgetreuer Nachbau eines modernen Leitstands gibt einen Eindruck des Arbeitsplatzes eines heutigen Schiffers. Daneben sind Originaldokumente wie Patente, Dienstbücher oder Atteste ausgestellt.

### Nebenausstellungen

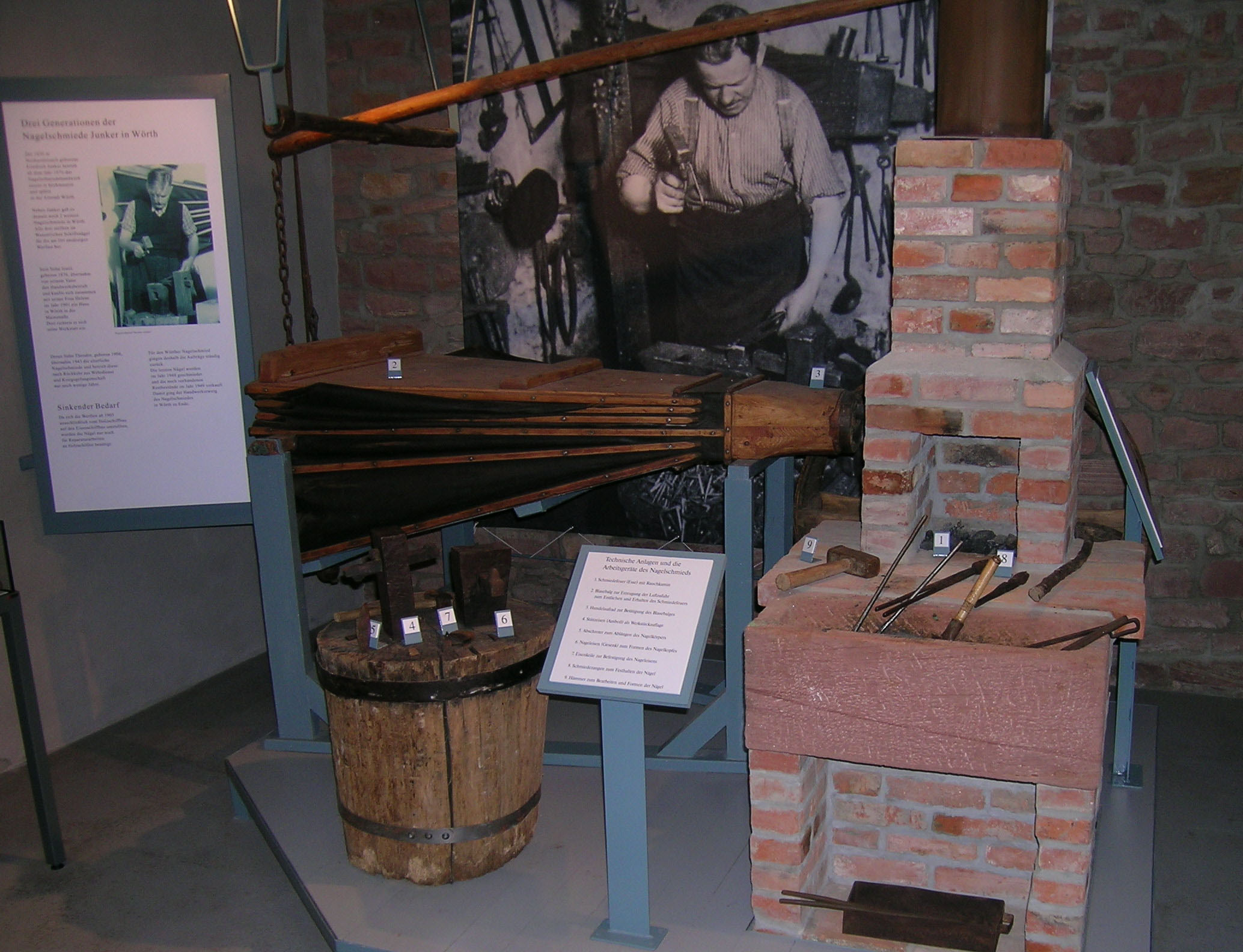
Historische Nagelschmiede

Im Nebenraum des Museums ist die historische Nagelschmiede des letzten Wörther Nagelschmiedes im Original zu bestaunen. Der Blasebalg wurde durch ein Hundelaufrad angetrieben. Der Nagelschmied schmiedete alle Arten von Nägeln, wie Schiffsnägel, Hufnägel, Schuhnägel, Zimmermannsnägel usw. Mit der Einführung des Eisenschiffbaus – ab 1805 – sank der Bedarf an Schiffsnägeln. 1948 stellte der letzte Nagelschmied seine Arbeit ein.
Am Fischereistand erhält der Besucher Informationen über die Mainfischerei. Es werden Ausrüstung und Gerätschaften des Fischers dargestellt. Zusätzlich informieren Tafeln und Lichtanzeigen über den Fischbestand im Main.
Als Außenstelle wurde im Jahr 2004 im naheliegenden Bürgerhaus eine kleine Dauerausstellung über die Römer in Wörth eingerichtet, die während der Öffnungszeiten des Museums (bitte an die Museumsaufsicht wenden) oder nach Absprache mit der Stadtverwaltung besichtigt werden kann. Um 100 n. Chr. war der Main ein Teilstück der römischen Reichsgrenze. Von den Römern erbaute Wachtürme und Kastelle dienten zur Sicherung und Kontrolle der Grenze. Das Wörther Kastell liegt im Boden und ist eines der wenigen nicht überbauten Kastelle am Limes. Die virtuelle Rekonstruktion des Kastells sowie Funde und Informationstafeln geben Einblicke zum damaligen Leben.

### Fachbibliothek
Zusätzlich zum Museum entstand eine Fachbibliothek mit mehr als 800 Büchern, über 70 Ordnern Archivmaterial mit über 15000 Fotos, 2000 Urkunden und Dokumenten, die das Thema Schifffahrt und Schiffbau auf dem Main behandeln. Zeitungsausschnitte ab dem Jahr 1885 wurden gesammelt und abgetippt. Dieses Material kann von Studenten und Historikern zur Recherche genutzt werden. Außerdem befinden sich im Magazin knapp 20 weitere Schiffsmodelle, die nicht ständig im Museum ausgestellt werden.

### Sonderausstellungen
In der Museumskirche werden jährlich mehrere Sonderausstellungen organisiert. Diese können mit der Schifffahrt in Verbindung stehen oder ganz andere Schwerpunkte zum Thema haben. Hierzu gehörten z. B. die Sonderausstellungen:
- 2007 – Schifffahrt in der Römerzeit
- 2008 – Sonderschau des Bezirks Unterfranken mit dem Titel „Schafkopf und Musikbox – Einblicke in unterfränkische Dorfwirtshäuser 1950 bis 1970“[14]

## Schiffsmodelle
Im Museum sind ständig knapp 50 Schiffsmodelle ausgestellt. Die in mühevoller Handarbeit aus Holz gefertigten Schiffe stammen zum größten Teil von dem ehemaligen Schreiner Kurt Fries aus Gerbrunn. Das kleinste Modell ist etwa 40 cm lang, während der Nachbau des Kettenschleppers „Mainkuh“ als größtes Modell etwa 2,50 m misst. Grundlage der Modelle waren (soweit vorhanden) Konstruktionszeichnungen echter Schiffe. Bei den Modellen der Holzschifffahrt dienten Fotos, Zeichnungen und Beschreibungen als Grundlage. Weitere Modelle werden noch im Archiv aufbewahrt.

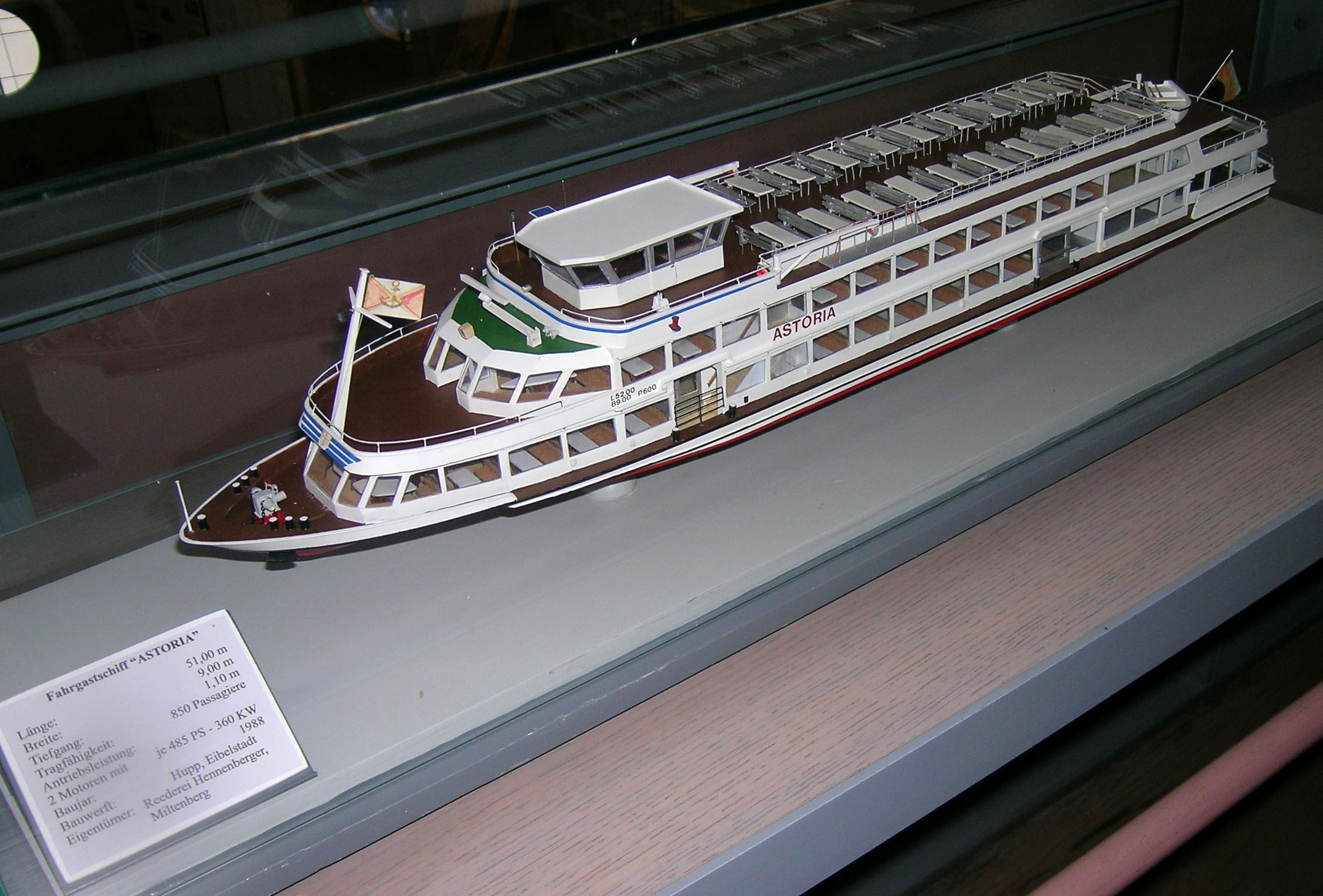
Fahrgastschiff
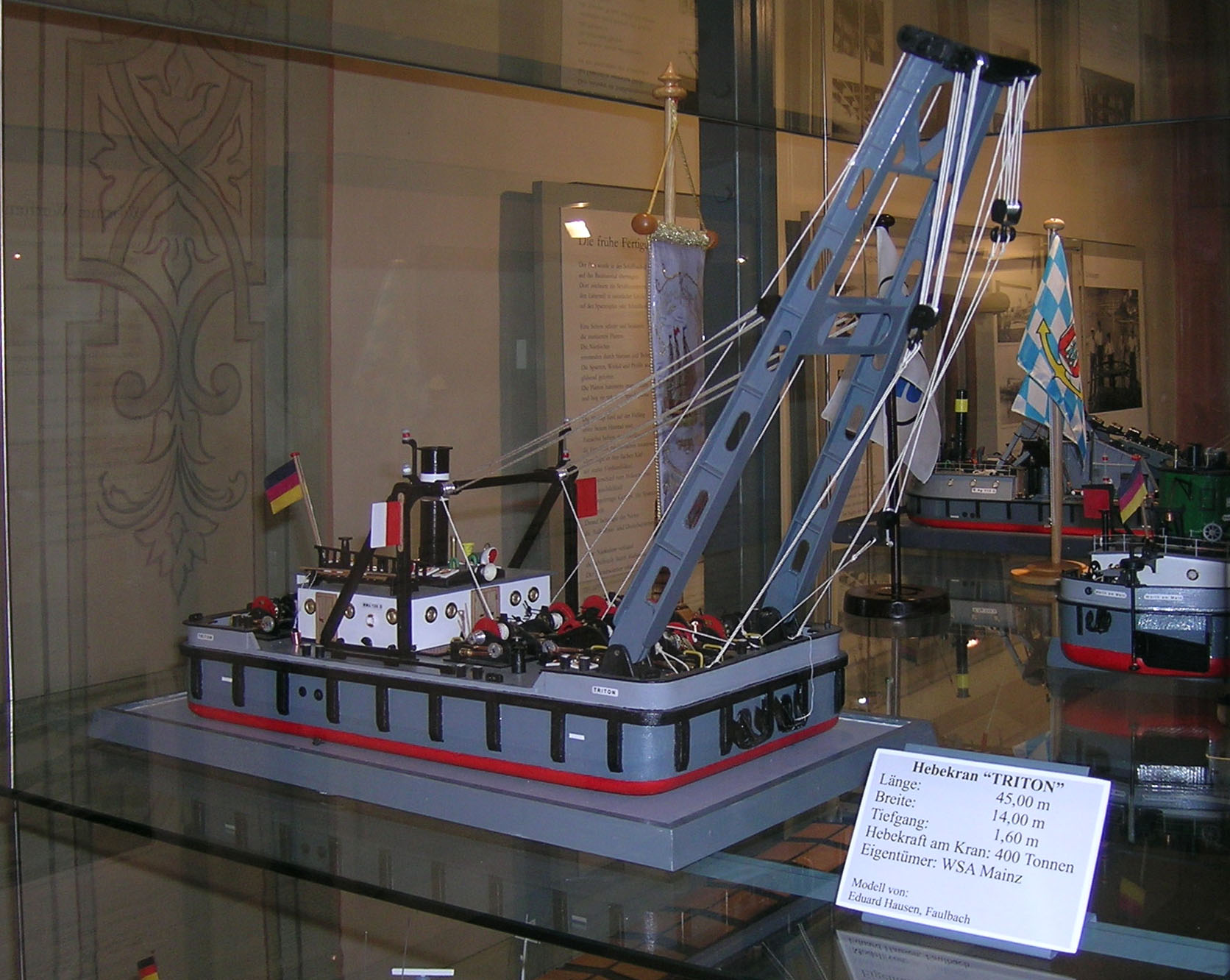
Hebekran
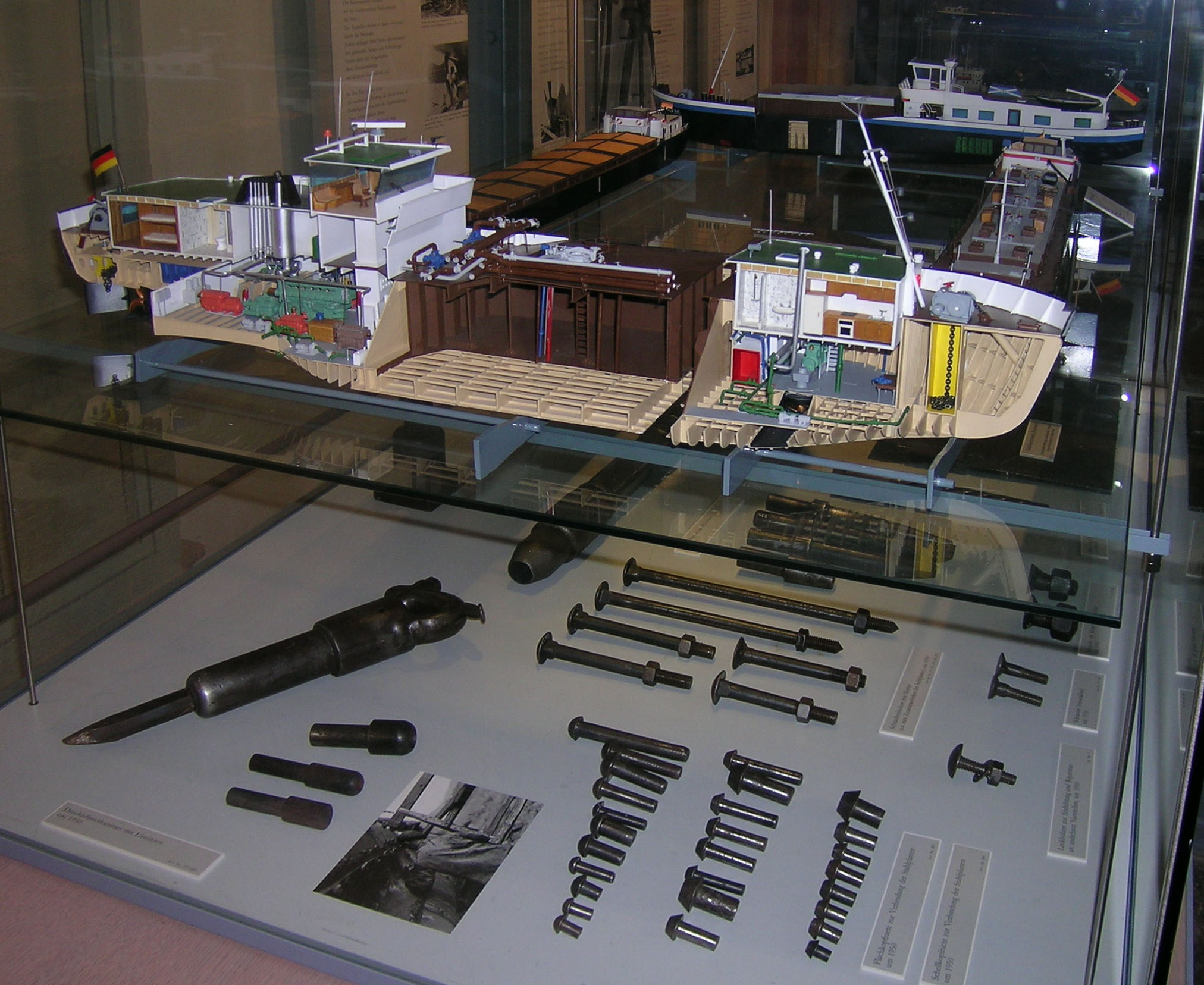
Tankmotorschiff (Innenansicht)
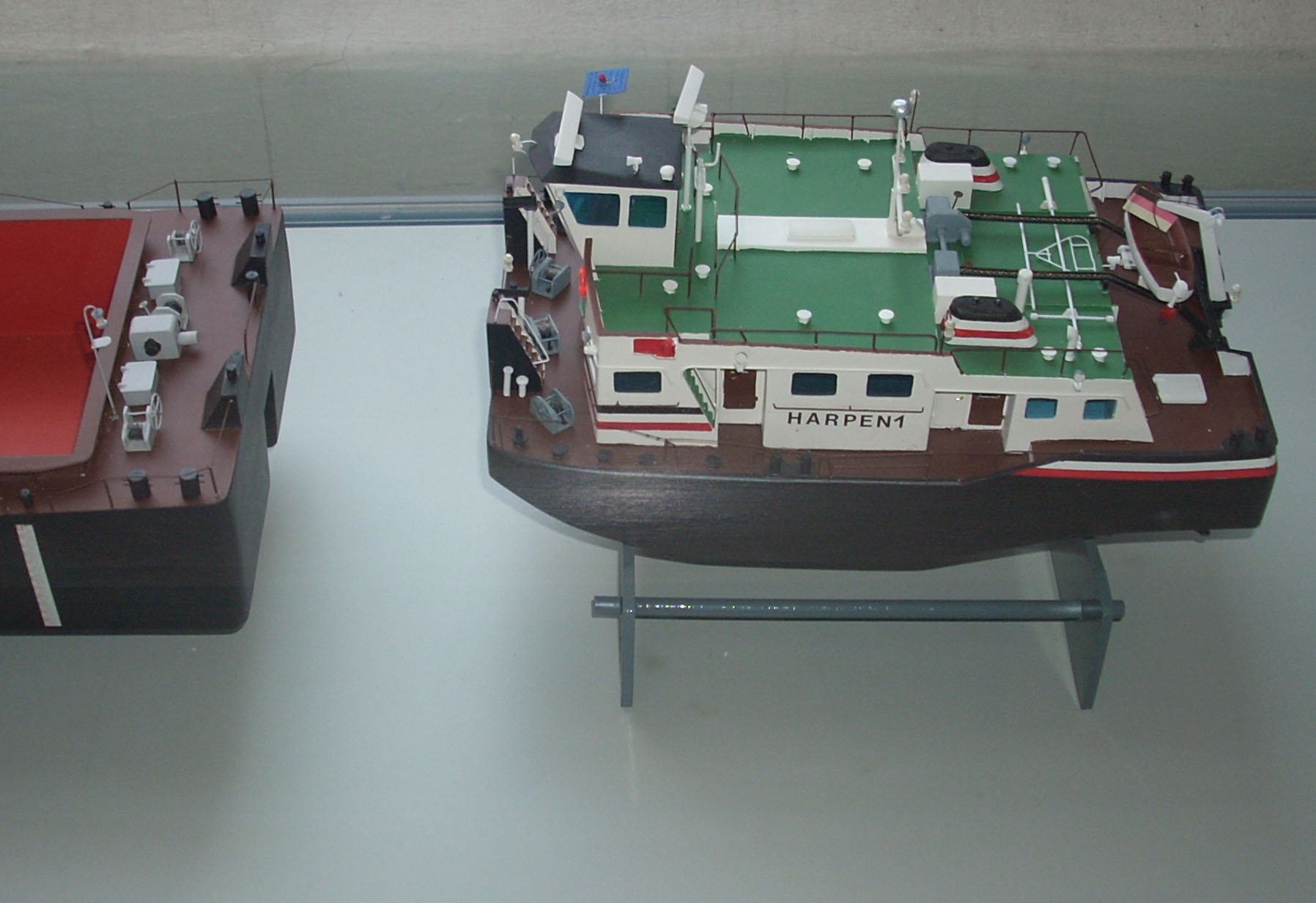
Schubschiff eines Schubverbandes
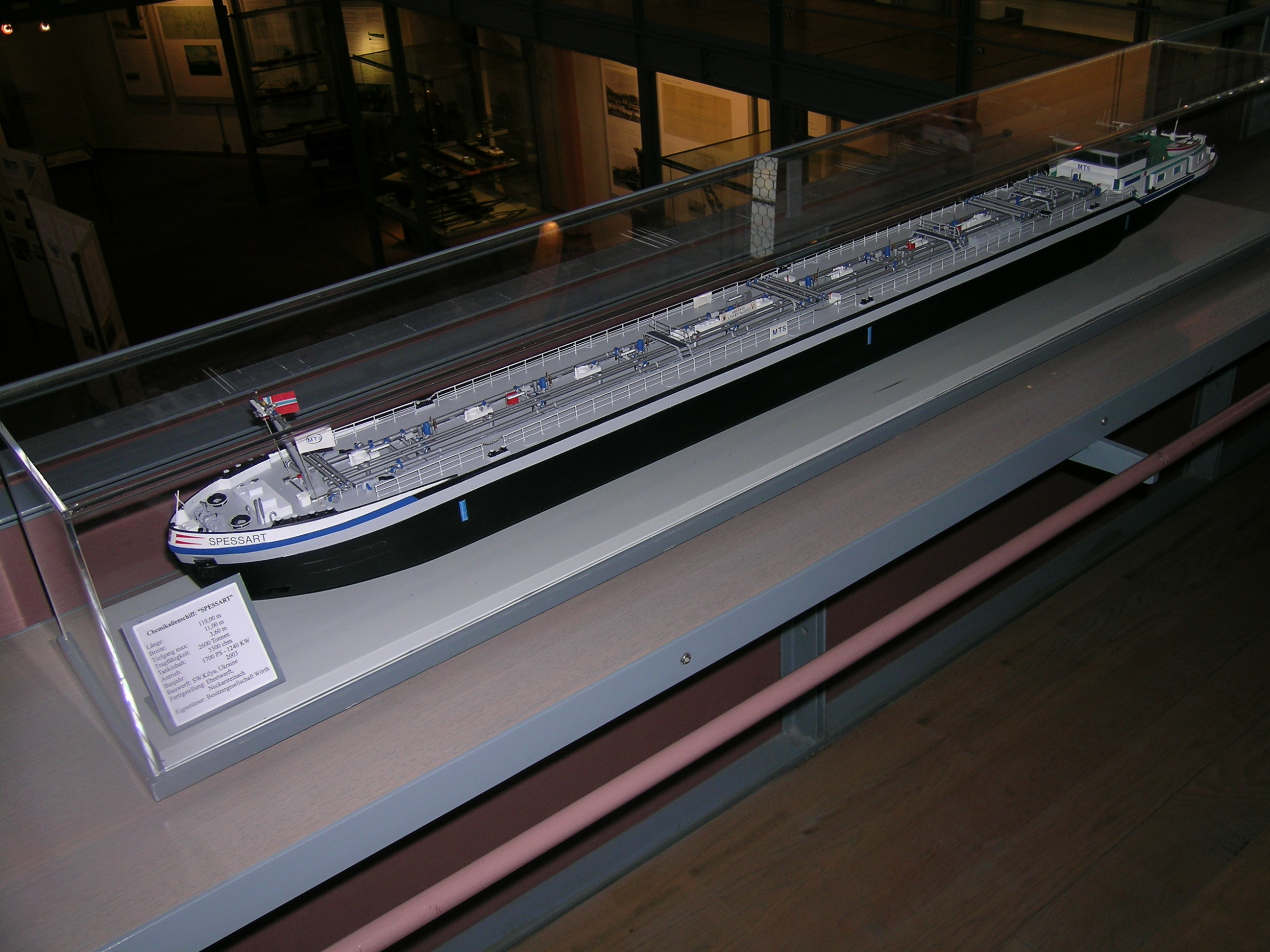
Tankmotorschiff

## Förderverein
Der Verein zur Förderung des Schifffahrts- und Schiffbaumuseums e. V. wurde unter Führung des damaligen Bürgermeisters der Stadt Wörth Herrn Otto Berninger und Dr. Trost am 17. Oktober 1980 gegründet und bestand damals aus 55 Mitgliedern. Inzwischen (Stand Sept. 2008) gehören dem Verein rund 160 (ehrenamtliche) Mitglieder an. Das Vereinshaus befindet sich direkt neben dem Museum.
Dieser Verein veröffentlicht einmal pro Jahr in seiner Zeitschrift Mainschifffahrts-Nachrichten Wissenswertes zum Thema Schifffahrt und Schiffbau am Main.